# Ragna Thiis Stang
Ragna Thiis Stang (Kristiania, 15 de septiembre de 1909-Kenia, 29 de marzo de 1978) fue una historiadora y administradora de museo noruega.

## Biografía
Nació en Kristiania (actual Oslo), Noruega. Fue hija del historiador Jens Thiis y de Vilhelmine Dons. Fue hermana del arquitecto Helge Thiis.
Luego de graduarse del artium (examen para ingresar a la universidad) en 1929, estudió historia del arte en la Universidad de Oslo. También realizó varios viajes de estudio en Bélgica, Francia, Grecia y Alemania. Entre 1934 y 1935, permaneció en el Instituto Arqueológico Sueco en Roma. En 1937, obtuvo su maestría en historia del arte. Obtuvo su doctorado en 1960.
Entre 1938 y 1944, Stang fue designada directora del Museo del Pueblo Noruego. Desde 1947, fue directora  del Museo Vigeland en Frogner.  En 1966, asumió la dirección de la Colección de Artes de la Ciudad del Oslo (Oslo kommunes kunstsamlinger) y en 1968 estuvo a cargo del Museo Munch en Tøyen. Además de gestionar museos, también realizó investigaciones, publicando una obra biográfica del escultor Gustav Vigeland en 1965, y una biografía del pintor Edvard Munch en 1977.

## Vida privada
En 1934, contrajo matrimonio con el historiador del arte Nic Stang (1908-1971). Su hija Tove Stang Dahl (1938–1993), se convirtió en jurista y se casó con el historiador Hans Fredrik Dahl. Su otra hija, Nina Thiis Stang (1944–1978), trabajó para NORAD. El 29 de marzo de 1978, Stang y su hija Nina fallecieron en un accidente automovilístico, en una carretera que iba desde Nairobi hacia Mombasa, Kenia.

## Principales obras
- Verdens kunsthistorie (Historia universal del arte) (1940) (junto con Leif Østby)
- Stil, Et riss av stilens historie (Estilo. Apuntes sobre la historia del estilo) (1941) (junto con Nic. Stang)
- Italiensk renessansekunst i bilder med tekst (Arte renacentista italiano en imágenes con texto) (1944) (junto con Nic. Stang)
- Middelalderens kunst i bilder med tekst (Arte medieval en imágenes con texto) (1945)
- Barokk, rokokko og klassisisme (Barroco, Rococó y Clasicismo) (1949)
- Renessanse (Renacimiento) (1951) (junto con Reidar Kjellberg)
- Om kunst og kunstnere (Sobre el arte y los artistas) (1955) (junto con Gustav Vigeland)
- Kunstens vilkår i borgerrepublikken (Las condiciones del arte en la república ciudadana) (1956)
- De store billedhuggere og borgerrepublikken Firenze (Grandes escultores y la república ciudadana de Florencia) (1959)
- Gustav Vigeland. En kunstner og hans verk (Gustav Vigeland. Artista y su obra) (1965)
- Edvard Munch. Mennesket og kunstneren (Edvard Munch. El hombre y el artista) (1977)